# Tomohiro Katanosaka
Tomohiro Katanosaka - em japonês, 片野坂 知宏; Katanosaka Tomohiro (Kagoshima, 18 de abril de 1971) é um ex-futebolista e treinador de futebol japonês que atuava como lateral-esquerdo. Atualmente, comanda o Oita Trinita.

## Carreira de jogador
Após concluir os estudos na Kagoshima Jitsugyo High School, Katanosaka iniciou a carreira de jogador em 1990, no Mazda (atual Sanfrecce Hiroshima), onde jogou até 1992, quando o clube passou a disputar a recém-fundada J-League. Foram 95 jogos disputados e 5 gols com a camisa do Sanfrecce, assinando com o Kashiwa Reysol em 1995.
Pelos Sun Kings, atuou em 103 partidas e fez 8 gols, vencendo a Copa da Liga Japonesa em 1999. Em 2000 foi contratado pelo Oita Trinita, onde permaneceu vinculado por 4 temporadas - porém, o lateral-esquerdo jogou apenas 14 vezes (5 jogos em 2000 e 9 em 2003), sendo emprestado para Gamba Osaka e Vegalta Sendai no período. Katanosaka aposentou-se dos gramados aos 32 anos.

## Carreira de treinador
Depois de trabalhar como olheiro e auxiliar-técnico das categorias de base do Oita Trinita, Katanosaka voltou ao Gamba Osaka em 2007, como auxiliar de Akira Nishino, função que exerceu até 2010, voltando em 2014 após 4 temporadas na comissão técnica do Sanfrecce Hiroshima, seu primeiro clube como jogador.
Em 2016, voltou ao Oita Trinita, substituindo Nobuaki Yanagida. Ao assumir o cargo, encontrou o clube na J3 League (terceira divisão japonesa), e obteve 2 acessos em 3 temporadas. Em 2019, os azuis eram considerados um dos favoritos ao rebaixamento à segunda divisão, porém surpreendeu ao terminar a J-League em 9º lugar, com 47 pontos - mesma pontuação do Vissel Kobe, ficando atrás pelos critérios de desempate (12 vitórias, contra 14 do Vissel), chegando a vencer 5 vezes nas 7 primeiras rodadas. Ao final da temporada, Katanosaka recebeu o prêmio de Treinador do Ano da J. League.

## Titulos

### Como jogador
Kashiwa Reysol
- Copa da Liga Japonesa: 1 (1999)

### Como treinador
Oita Trinita
- J3 League: 1 (2016)

### Individuais
- Treinador do Ano da J. League: 2019